# Vändra (rivière)
La rivière Vändra (en estonien : Vändra jõgi) est une rivière qui s'écoule dans le Comté de Pärnu et la  Comté de Rapla en Estonie.

## Présentation
La rivière Vändra est un affluent droit du fleuve Pärnu.
Les sources sont situées à l’est du village Kastna de la commune de Kehtna. 
La rivière Vändra a une longueur de 50,1 km et un bassin versant d'une superficie de 254,9 km2. 
Elle se jette dans le fleuve Pärnu au sud de Kullimaa à 46,4 km de l'embouchure du fleuve Pärnu.
La rivière Massu jõgi est un affluent de la Vändra.

### Articles  connexes
- Liste des cours d'eau de l'Estonie